# Epicauta tenuicollis
Epicauta tenuicollis is een keversoort uit de familie van oliekevers (Meloidae). De wetenschappelijke naam van de soort is voor het eerst geldig gepubliceerd in 1782 door Pallas.
De soort komt voor in Indonesië.